# HeLa-celler

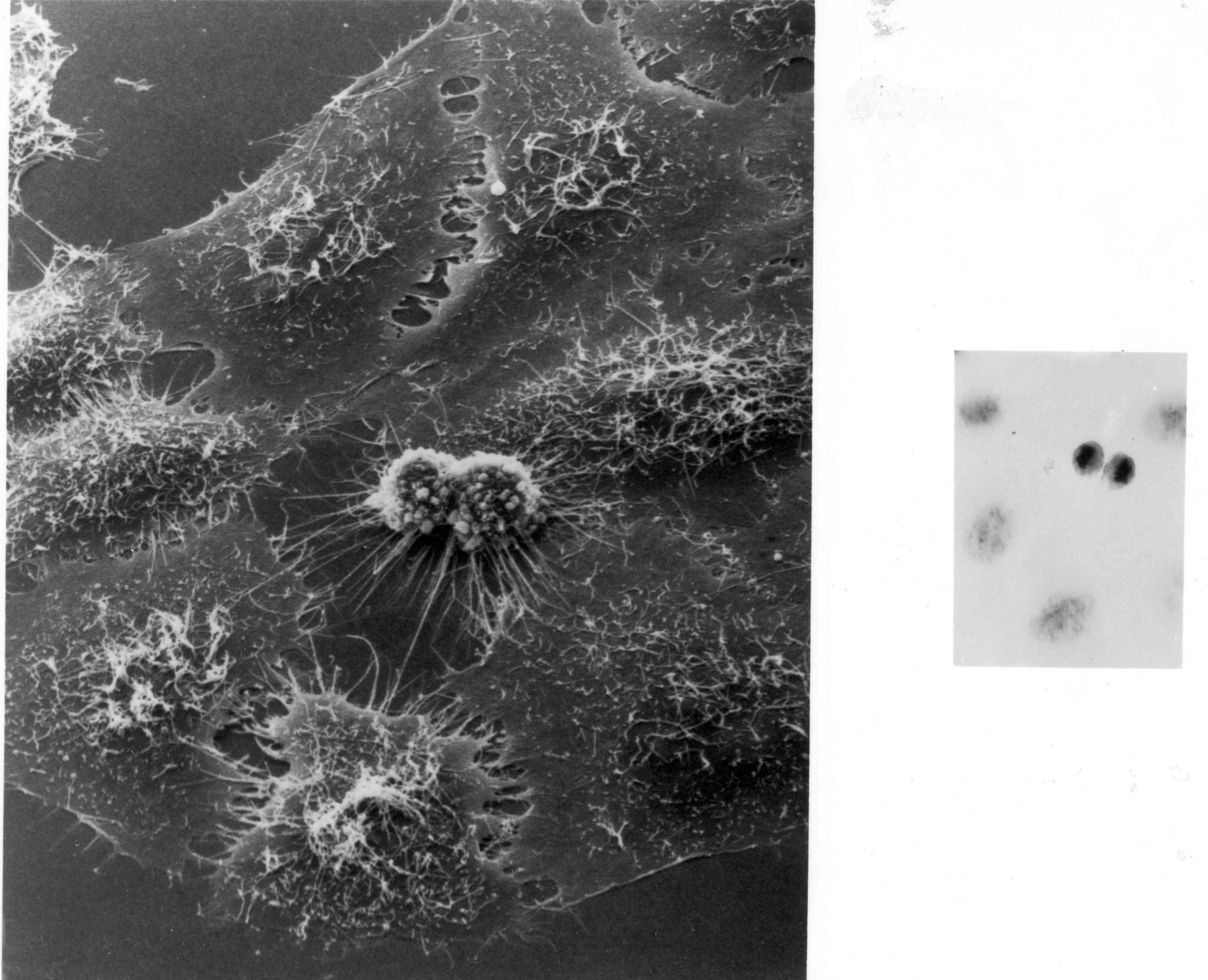
HeLa-celler som delar sig; bilden är tagen i elektronmikroskop.

HeLa-celler är celler som isolerats från en livmoderhalscancer och som används över hela världen vid cellbiologisk, virologisk, molekylärbiologisk inte minst medicinsk forskning. De var de första mänskliga celler från vilka en permanent odödlig cellinje skapats och som förökar sig obegränsat i en cellodling. De har fått sitt namn efter den 31-åriga patient, Henrietta Lacks, från vilken cellerna isolerades strax före hennes död år 1951.
Cellinjen skapades av forskaren George Otto Gey vid Johns Hopkins University utan patientens vetskap. Vid en rättegång 1990 fastställde slutligen Kaliforniens högsta domstol att vävnader och celler från en människa inte är hennes egendom utan kan kommersialiseras.

## HeLa-bomben
HeLa-cellen visade sig vara exceptionellt livskraftig och smittsam. Den har förorenat och konkurrerat ut många andra cellinjer, bl. a. har celler från fostervatten (WISH-cellinjen), lever, och prostata, visat sig egentligen vara HeLa-celler, då ingen hade kontrollerat cellinjernas äkthet. Detta avslöjades överraskande, kallat "HeLa-bomben", av den relativt okände forskaren Stanley Gartler på konferensen "Second Decenniel Review Conference on Cell Tissue and Organ Culture.

## Föreslagits som egen art
HeLa-cellerna själva har visat sig vara stabila, såvida de inte har smittats med framför allt virus eller utsatts för manipulation, vilket gett upphov till varianter som utvecklats allteftersom de odlats i cellodlingar världen över. Det har uppskattats att den totala massan av existerande HeLa-celler vida överstiger massan som resten av Henrietta Lacks kropp hade.
Kromosomerna i HeLa-celler är en kombination av mänskliga kromsomer och gener från det virus, humant papillomavirus (HPV 18) som orsakade cancern. Cellerna har multipla uppsättningar av vissa kromosomer så att det totala antalet uppgår till 82 jämfört med 46 i en normal mänsklig cell. Förslag har funnits att HeLa-cellerna borde betraktas som en egen art, Helacyton gartleri, i en egen familj, Helacytidae. Förslaget har inte vunnit acceptans då HeLa-cellerna inte uppfyller kriterierna för en art, eftersom de inte har etablerat sig utanför den artificiella miljön, utan bara spritt sig och förorenat andra cellodlingar på laboratorier.

## Betydelse för forskning
HeLa-celler har haft och har fortfarande mycket stor betydelse för både naturvetenskaplig och medicinsk forskning, vilket framgår bland annat av att den medicinska databasen PubMed redovisar vid månadsskiftet maj/juni 2018 fler än 98 500 artiklar.
Forskningen på HeLa cellerna ligger till grund för läkemedel mot bland annat herpes simplex, leukemi, hemofili, Parkinsons sjukdom och inte minst polio där arbetet med dem bidrog vid utvecklandet av vaccin. Slutsatser har även dragits  gällande laktosomsättningen hos personer med laktosintolerans, och om hur olika miljöer och föroreningar påverkar celler.
Celler från det ursprungliga tumörprovet finns inte sparade men en tidig stam har återfunnits och finns sparad som ATCC-CCL 2 vid American Type Culture Collection i USA. På hemsidan finns även specifikationer och några ytterligare data kring cellstammen.